# Europacup I 1989/90
De 35ste editie van de Europacup I werd voor de vierde keer gewonnen door AC Milan in de finale tegen tweevoudig winnaar SL Benfica.

## Eerste ronde
| Team #1                | Tot.             | Team #2                | 1ste wed | 2de wed |
| ---------------------- | ---------------- | ---------------------- | -------- | ------- |
| Malmö FF               | 2 - 1            | Internazionale         | 1 - 0    | 1 - 1   |
| Rosenborg BK           | 0 - 5            | KV Mechelen            | 0 - 0    | 0 - 5   |
| AC Milan               | 5 - 0            | HJK Helsinki           | 4 - 0    | 1 - 0   |
| Spora Luxembourg       | 0 - 9            | Real Madrid            | 0 - 3    | 0 - 6   |
| SK Tirana              | 1 - 3            | Bayern München         | 1 - 3    | 0 - 0   |
| Sliema Wanderers       | 1 - 5            | Rangers FC             | 1 - 0    | 0 - 5   |
| Steaua Boekarest       | 5 - 0            | Fram Reykjavík         | 4 - 0    | 1 - 0   |
| PSV Eindhoven          | 5 - 0            | FC Luzern              | 3 - 0    | 2 - 0   |
| TJ Sparta Praag        | 5 - 2            | Fenerbahçe SK          | 3 - 1    | 2 - 1   |
| Ruch Chorzów           | 2 - 6            | CFKA Sofia             | 1 - 1    | 1 - 5   |
| Olympique de Marseille | 4 - 1            | Brøndby IF             | 3 - 0    | 1 - 1   |
| Dynamo Dresden         | 4 - 5            | AEK Athene             | 1 - 0    | 3 - 5   |
| Budapesti Honvéd SE    | 2 - 2 (uitgoals) | FK Vojvodina Novi Sad  | 1 - 0    | 1 - 2   |
| Derry City             | 1 - 6            | SL Benfica             | 1 - 2    | 0 - 4   |
| Linfield FC            | 1 - 3            | Dnjepr Dnjepropetrovsk | 1 - 2    | 0 - 1   |
| FC Swarovski Tirol     | 9 - 2            | Omonia Nicosia         | 6 - 0    | 3 - 2   |

## Tweede ronde
| Team #1                | Tot.  | Team #2            | 1ste wed | 2de wed |
| ---------------------- | ----- | ------------------ | -------- | ------- |
| Malmö FF               | 1 - 4 | KV Mechelen        | 0 - 0    | 1 - 4   |
| AC Milan               | 2 - 1 | Real Madrid        | 2 - 0    | 0 - 1   |
| Bayern München         | 6 - 1 | Rangers FC         | 3 - 1    | 3 - 0   |
| Steaua Boekarest       | 2 - 5 | PSV Eindhoven      | 1 - 0    | 1 - 5   |
| TJ Sparta Praag        | 2 - 5 | CFKA Sofia         | 2 - 2    | 0 - 3   |
| Olympique de Marseille | 3 - 1 | AEK Athene         | 2 - 0    | 1 - 1   |
| Budapesti Honvéd SE    | 0 - 9 | SL Benfica         | 0 - 2    | 0 - 7   |
| Dnjepr Dnjepropetrovsk | 4 - 2 | FC Swarovski Tirol | 2 - 0    | 2 - 2   |

## Kwartfinale
| Team #1        | Tot.  | Team #2                | 1ste wed | 2de wed      |
| -------------- | ----- | ---------------------- | -------- | ------------ |
| KV Mechelen    | 0 - 2 | AC Milan               | 0 - 0    | 0 - 2 (n.v.) |
| Bayern München | 3 - 1 | PSV Eindhoven          | 2 - 1    | 1 - 0        |
| CFKA Sofia     | 1 - 4 | Olympique de Marseille | 0 - 1    | 1 - 3        |
| SL Benfica     | 4 - 0 | Dnjepr Dnjepropetrovsk | 1 - 0    | 3 - 0        |

## Halve finale
| Team #1                | Tot.             | Team #2        | 1ste wed | 2de wed      |
| ---------------------- | ---------------- | -------------- | -------- | ------------ |
| AC Milan               | 2 (uitgoals) - 2 | Bayern München | 1 - 0    | 1 - 2 (n.v.) |
| Olympique de Marseille | 2 - 2 (uitgoals) | SL Benfica     | 2 - 1    | 0 - 1        |

## Finale
| Team #1  | Res.  | Team #2    |
| -------- | ----- | ---------- |
| AC Milan | 1 - 0 | SL Benfica |

## Kampioen
| Europacup I – Seizoen 1989/90 |
| ----------------------------- |
| AC Milan 4de titel            |